# Dark October
 (mai 2024).
Pour plus de détails, voir Fiche technique et Distribution.
Dark October est un film nigérian sorti en 2023 et disponible sur Netflix à partir du 6 février 2023. Le film est centré sur le lynchage de quatre jeunes étudiants de l'Université de Port Harcourt, populairement connu sous le nom de Aluu Four lynching. Les quatre sont faussement accusés de vol dans le quartier d'Aluu à Port Harcourt. Le film documente les événements qui ont conduit à leurs meurtres et leurs conséquences.

## Synopsis
Basé sur des faits réels, Dark October narre l'histoire de quatre étudiants universitaires au Nigeria, partis dans une région spécifique pour retrouver un débiteur de l'un d'entre eux. Malheureusement, le débiteur donne une fausse alerte en prétendant que les garçons sont venus pour lui voler. Ce mensonge conduit à une situation où une foule les accuse de vol et les lynche. Cette attaque populaire déclenche alors une crise à l'échelle nationale,.

## Fiche technique
- Titre : Dark October
- Réalisation : Toka McBaror
- Scénario : Linda Ikeji et Odewa Shaga
- Musique : Saye Bala et Orfega Bezaleel
- Photographie : Toka McBaror et Alfred Odiba
- Montage : Chuks Obaze
- Production : Linda Ikeji
- Société de production : Linda Ikeji Media
- Pays :  Nigeria
- Genre : Drame
- Durée : 110 minutes
- Dates de sortie : 
  -  Nigeria : 6 février 2023

## Distribution (sélection)
- Chuks Joseph
- Munachi Okpara
- Oriaku Kelechukwu James
- Kem-Ajieh Ikechukwu
- Adike Daniel
- CO2 Official
- Oluchi Anaghara-Awa

## Production et sortie
Le film est distribué par Filmone Productions et réalisé par Toka McBaror. Après sa sortie sur Netflix le 3 février 2023, la productrice exécutive Linda Ikeji déclare qu’elle espère que le film suscite une conversation sur les dangers des exécutions extrajudiciaires et l’importance d’assurer la justice pour tous .

## Controverse
Les parents des garçons lynchés lors de l’incident d’Aluu Four  expriment leur désapprobation à l’égard du film et demandent à Netflix et à Linda Ikeji de suspendre le film. Ils expliquent que Linda Ikeji ne leur avait pas demandé leur approbation avant de commencer à produire des films sur leurs fils,.